# Pseudotrichonotus altivelis
Espèce
Statut de conservation UICN

 DD 15 août 2019 : Données insuffisantes
Pseudotrichonotus altivelis est une espèce de poissons marins téléostéens de la famille des Pseudotrichonotidae.

## Systématique
L'espèce Pseudotrichonotus altivelis a été décrite pour la première fois en 1975 par les ichtyologues japonais Tetsuo Yoshino (d) et Chūichi Araga (d).

## Description
Pseudotrichonotus altivelis possède un corps allongé avec une longueur aux environs de 9 cm.
Cette espèce se concentre sur les fonds sableux, où elle peut se réfugier en cas de danger.

## Répartition
Cette espèce se croise au large des côtes du Japon, à des profondeurs variant de 30 à 50 m.

## Étymologie
Son épithète spécifique, altivelis, vient des mots latins altus, « haute » et velum, « voile », et fait référence aux quatre premiers rayons de la nageoire dorsale de l'espèce qui sont particulièrement grands, semblables à une grand-voile.

## Comportement

### Proies
Pseudotrichonotus altivelis se nourrit essentiellement de zooplancton

## Publication originale
- (en) William F. Smith-Vaniz et Hajime Masuda, « Coastal Fishes of Southern Japan », Copeia, Société américaine des ichtyologistes et des herpétologistes, vol. 1977, no 2,‎ 25 mai 1977, p. 409 (ISSN 0045-8511 et 1938-5110, OCLC 1565060, DOI 10.2307/1443934, JSTOR 1443934).